# 雞龍山
鸡龙山是位于大韩民国忠清南道大田广域市的一座海拔845m的山。在1968年被指定为鷄龍山國立公園。

## 概况
鸡龙山是数个岩峰的总称，最高峰为天皇峰。其它山峰有观音峰、神仙峰、三佛峰等。有着瀑布、溪流、大量奇岩等风光明媚的自然环境，现为一处登山观光地。
山临百济旧都公州，古来便为名山，是统一新罗的五岳中之西岳。鸡龙山周围建有许多佛寺，特别著名的有西侧登山口的甲寺和东侧登山口的东鹤寺（尼寺）。有李朝时代的窑址鸡龙山窑遗址、鸡龙山温泉等。南麓为鸡龙市，是韓國國軍海陆空三军本部基地鸡龙台所在地。
鸡龙山一带在1968年被指定为鷄龍山國立公園。

## 民间传承中的鸡龙山
在朝鲜王朝时代流传的预言书《郑鉴录》中说，李氏王朝灭亡后，将会有郑氏在鸡龙山置都称王。
另外在庆尚南道巨济市还有一座鸡龙山，但一般认为书中所预言的鸡龙山是忠清南道的鸡龙山。鸡龙山是民间信仰（朝鮮巫教）或新兴宗教团体所认为的特别场所。